# Scintigraphie au gallium
La scintigraphie au gallium est une imagerie de médecine nucléaire utilisant un gallium-67 (67Ga) radiopharmaceutique pour obtenir des images d'un type spécifique de tissu, ou l'état de maladie tissulaire. Les sels de gallium peuvent être utilisés comme citrate de gallium et nitrate de gallium. La forme de sel n'est pas importante, car c'est l'ion de gallium libre dissous Ga3+ qui est actif.  L'émission gamma de gallium-67 est détectée par une caméra gamma. Le gallium peut également être utilisé sous d'autres formes, par exemple gallium-68 (68Ga) qui va émettre des positrons détectés par tomographie par émission de positons (PET). Les sels 67Ga et 68Ga ont des mécanismes de captage similaires.
Les sels de gallium sont absorbés par les tumeurs, l'inflammation et les infections aiguës et chroniques, permettant l'imagerie de ces processus pathologiques. Le gallium est extrêmement utile pour l'imagerie de l'ostéomyélite impliquant la colonne vertébrale et pour l'imagerie d'infections plus anciennes et chroniques pouvant être à l'origine d'une fièvre d'origine inconnue,.
Les imageries TEP au gallium-68 (DOTATOC) remplacent de plus en plus les scintigraphies à l'Octréoscan, utilisant l'octréotide couplé à l'indium-111 comme ligand du récepteur de la somatostatine. Le gallium-68 est aussi lié à l'octréotide formant le DOTATOC et les positons qu'il émet sont imagés par PET-CT. Ces analyses sont utiles pour localiser les tumeurs neuroendocrines et le cancer du pancréas,. Le 68Ga-PSMA est utilisé pour l'imagerie du cancer de prostate.

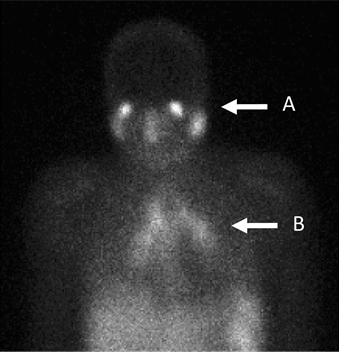
Scanner du gallium montrant des motifs panda (A) et lambda (B), considérés comme spécifiques de la sarcoïdose en l'absence de confirmation histologique.